# Егорий Осенний

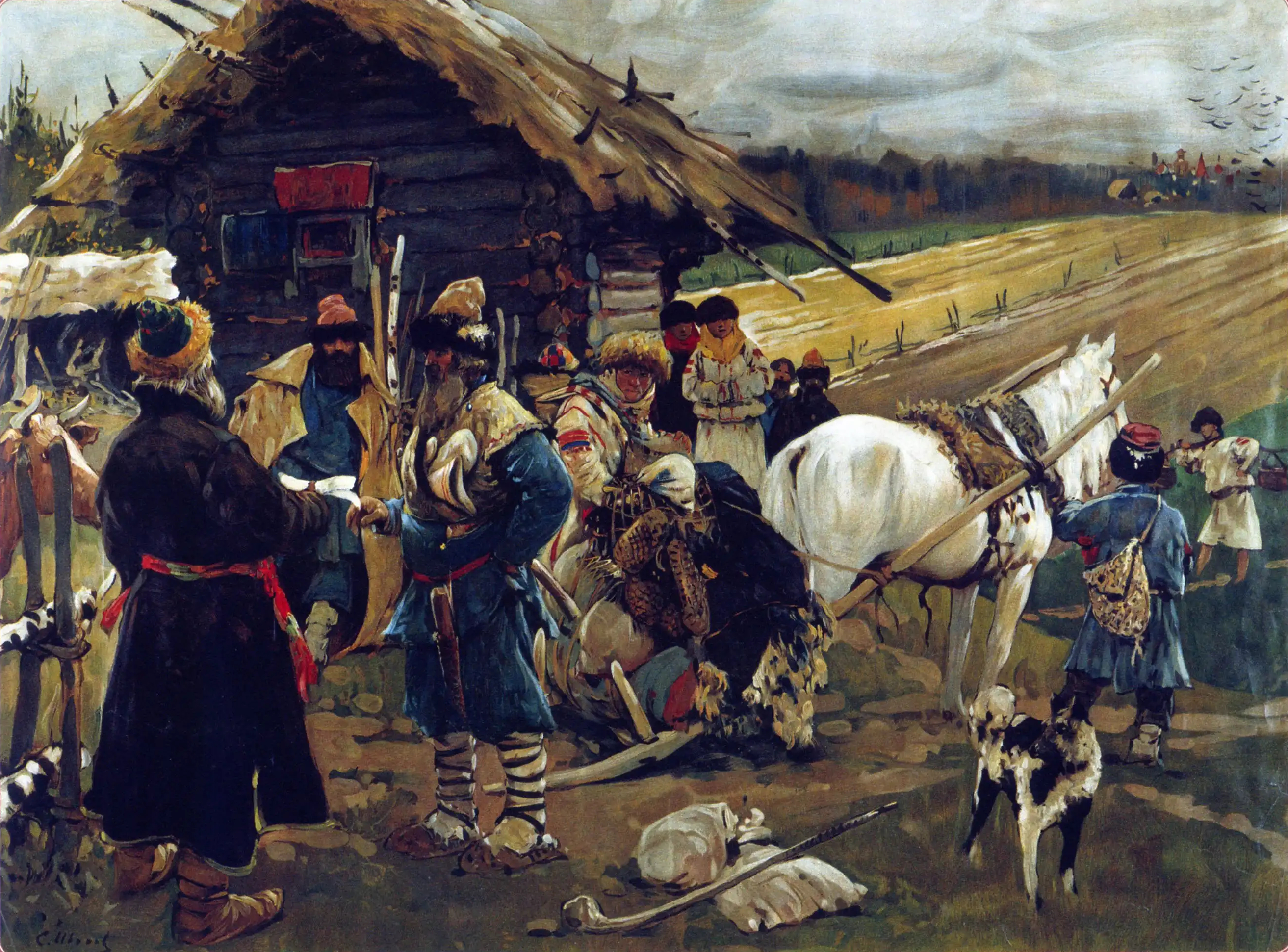
С. Иванов. «Юрьев день». 1908

Его́рий Осе́нний (Юрьев день) — день народного календаря у славян, приходящийся на 26 ноября (9 декабря). Название дня происходит от имени святого Георгия Победоносца. Считалось, что в этот день «Егорий отпускает на волю волков» и они могут нападать на всякий скот.

## Другие названия дня
рус. Юрьев день, Егорий осенний, Юрий осенний, Егорий холодный, Юрий холодный, Георгий-Победоносец, Егорий зимний, Осенний Юрьев день, Егорьев день, Юрий Зимний, Зимний Егорий; бел. Восеньскі Юр'я, Зімовы Юр'я; серб. Ђурђиц.

## Историческая справка

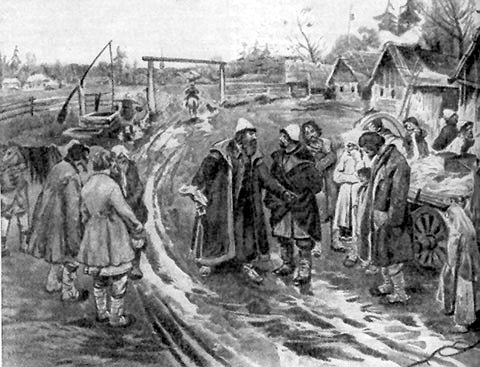
К. Лебедев. «Крестьянин уезжает от помещика в Юрьев День».

Празднование в этот день Георгию Победоносцу, небесному покровителю князя Ярослава Мудрого, было установлено в Русской церкви в память об освящении Георгиевского храма в Киеве (1051—1054). В других локальных традициях также есть осенние праздники в честь Георгия Победоносца, например день обновления (освящения) его храма в Лидде 3 (16) ноября или грузинский Гиоргоба 10 ноября (23 ноября) в память колесования великомученика.
26 ноября — дата, с которой в России связывалось осуществление права перехода крестьян от феодала к феодалу (выход крестьянский), так как к этому времени завершался годовой цикл сельскохозяйственных работ и происходил расчёт по денежным и натуральным обязанностям крестьян в пользу их владельцев и по государственным налогам.
Право перехода крестьян было временно отменено с введением заповедных лет (историки датируют введение различно — 1580, 1581 или 1584—1585), а затем запрещено при Фёдоре Ивановиче законодательством 1590-х годов (распространение запрета на бобылей и тяглых горожан). С тех пор появилась поговорка: «Вот тебе, бабушка, Юрьев день».
После учреждения ордена Св. Великомученика и Победоносца Георгия 26 ноября 1769 года императрицей Екатериной Великой этот день стал считаться праздничным Днём Георгиевских кавалеров.

## Традиции
Георгию Победоносцу молятся об охранении себя и домашних животных от волков.
Белорусы считали, что «на Юрья» зима убирается в полную силу. Об этом свидетельствовали поговорки и приметы: «Юрий мостит, а Никола гвоздит», «Сколько на осеннего Юрия снега, столько на весеннего — травы».
В Белоруссии существовал заговор от волков, произносимый в этот день, в котором просили «Святы Юры-Ягоры, садзіся на варанога каня, аб'едзь кругом сяла, загані гэту скаціну, шарсціну, калі блізка — ка мне ў двор, а далёка — пастаў каменнай гарой, калі ў лузе — шаўковай травой, а калі ў лесе — гнілой калодай».
Считается, что на осеннего Юрия у волков свадьба, что они до Рождества или Крещения (Сретенья) ходят стаями. У восточных славян существовало поверье, что волки распущены и нападают на всякий скот с осеннего Юрия, который им «отмыкает» пасть. По русским представлениям, и сам святой Егорий ездит верхом на волке.
В этнографической литературе встречаются единичные описания аграрных обрядов осеннего Егорьева дня. Одно из них было сделано рязанским этнографом Н. И. Лебедевой в 1920-е годы в с. Стафурлово Екимовской волости. Здесь на осенний Егорьев день молодёжь с каждого двора собирала по два «коня» (обрядовая выпечка). Собранные «кони» относились в поле, где все обращались к святому: «Егорий милостивый! Не бей нашу скотину и не ешь. Вот мы тебе принесли коней!» Принесённые «кони» закапывались здесь же в поле, в снегу.
В Белоруссии на Осеннего Юрия «слушали» воду в колодце. Если вода была спокойна — жди тёплую зиму, если же из колодца доносились звуки, надо ждать сильных морозов и лютых вьюг.
Местами сохранилось древнее поверье о том, что будто бы некоторые, особенно расчётливые люди — «из-за своей скупости» — ложились 26 ноября в гроб-домовину и засыпали по-медвежьему вплоть до самого вешнего Юрия тёплого.
Так как Святого Георгия в народе также называли Егорием, в народе существовал ещё один фразеологизм — «объегорить», означающий «обмануть, надуть, не выполнить своего обещания», как реакция на отмену права перехода у крестьян.

## Поговорки и приметы
- Два Егорья: один холодный, другой голодный[18].
- Егорий зимний — охранитель скота, повелитель волков[19].
- С Юрьева дня волки начинают ходить за добычей[19].
- Что у волка в зубах — то Егорий дал[20].
- С Егория медведь в берлоге засыпает, а волки жмутся к деревенским задворкам[19].
- Судила Маланья на Юрьев день, на ком справлять протори[21].